# Таллар
Талла́р (фр. Tallard, окс. Talard) — коммуна во Франции, находится в регионе Прованс — Альпы — Лазурный Берег. Департамент коммуны — Верхние Альпы. Административный центр кантона Таллар. Округ коммуны — Гап.
Код INSEE коммуны — 05074.

## Климат
| Показатель                        | Янв. | Фев. | Март | Апр. | Май  | Июнь | Июль | Авг. | Сен. | Окт.  | Нояб. | Дек. | Год  |
| --------------------------------- | ---- | ---- | ---- | ---- | ---- | ---- | ---- | ---- | ---- | ----- | ----- | ---- | ---- |
| Средний суточный максимум, °C     | 8,6  | 11,0 | 15,1 | 16,4 | 21,7 | 24,8 | 28,7 | 29,3 | 23,7 | 17,9  | 11,6  | 8,1  | 18,1 |
| Средняя температура, °C           | 2,8  | 3,4  | 7,0  | 8,2  | 14,1 | 17,2 | 20,3 | 20,6 | 16,0 | 11,4  | 5,5   | 2,5  | 10,9 |
| Средний суточный минимум, °C      | −3   | −3,3 | −1,1 | 1,9  | 6,5  | 9,5  | 11,9 | 11,9 | 8,3  | 4,9   | −0,5  | −3,1 | 3,7  |
| Норма осадков, мм                 | 61,6 | 56,1 | 53,6 | 78,0 | 74,8 | 54,5 | 43,9 | 55,7 | 74,2 | 114,3 | 84,5  | 73,9 | 825  |
| Источник: Relevé météo de Tallard |      |      |      |      |      |      |      |      |      |       |       |      |      |

## Население
Население коммуны на 2008 год составляло 1909 человек.
| 1962 | 1968 | 1975 | 1982 | 1990 | 1999 | 2008 |
| ---- | ---- | ---- | ---- | ---- | ---- | ---- |
| 935  | 1063 | 1092 | 1155 | 1187 | 1298 | 1909 |

## Экономика
Основу экономики составляет сельское хозяйство.
В 2007 году среди 1218 человек в трудоспособном возрасте (15—64 лет) 903 были экономически активными, 315 — неактивными (показатель активности — 74,1 %, в 1999 году было 75,7 %). Из 903 активных работали 814 человек (448 мужчин и 366 женщин), безработных было 89 (39 мужчин и 50 женщин). Среди 315 неактивных 91 человек были учениками или студентами, 111 — пенсионерами, 113 были неактивными по другим причинам.

## Достопримечательности
- Замок XIV века, исторический памятник с 1969 года. Включает часовню со статуей Пресвятой Троицы, караульное помещение, рыцарский зал и склеп.
- Церковь Сен-Грегуар, исторический памятник с 1931 года.
- Аэродром «Гап — Таллар».

## Фотогалерея
- Таллар
- Мэрия
- Фонтан на площади капитана Дюмона
- Церковь Сен-Грегуар
- Замок